# Montemurlo
Montemurlo ist eine italienische Gemeinde mit 19.134 Einwohnern (Stand 31. Dezember 2023) in der Provinz Prato, in der Region Toskana.

## Geographie
Die Stadt Montemurlo liegt etwa 25 Kilometer nordwestlich der Regionalhauptstadt Florenz und 8 Kilometer nordwestlich der Provinzhauptstadt Prato. Die Fläche beträgt 30,7 km². Der Ort liegt in der klimatischen Einordnung italienischer Gemeinden in der Zone D, 1 792 GG.
Die Nachbargemeinden sind Agliana (PT), Cantagallo, Montale (PT), Prato und Vaiano.

## Sehenswürdigkeiten

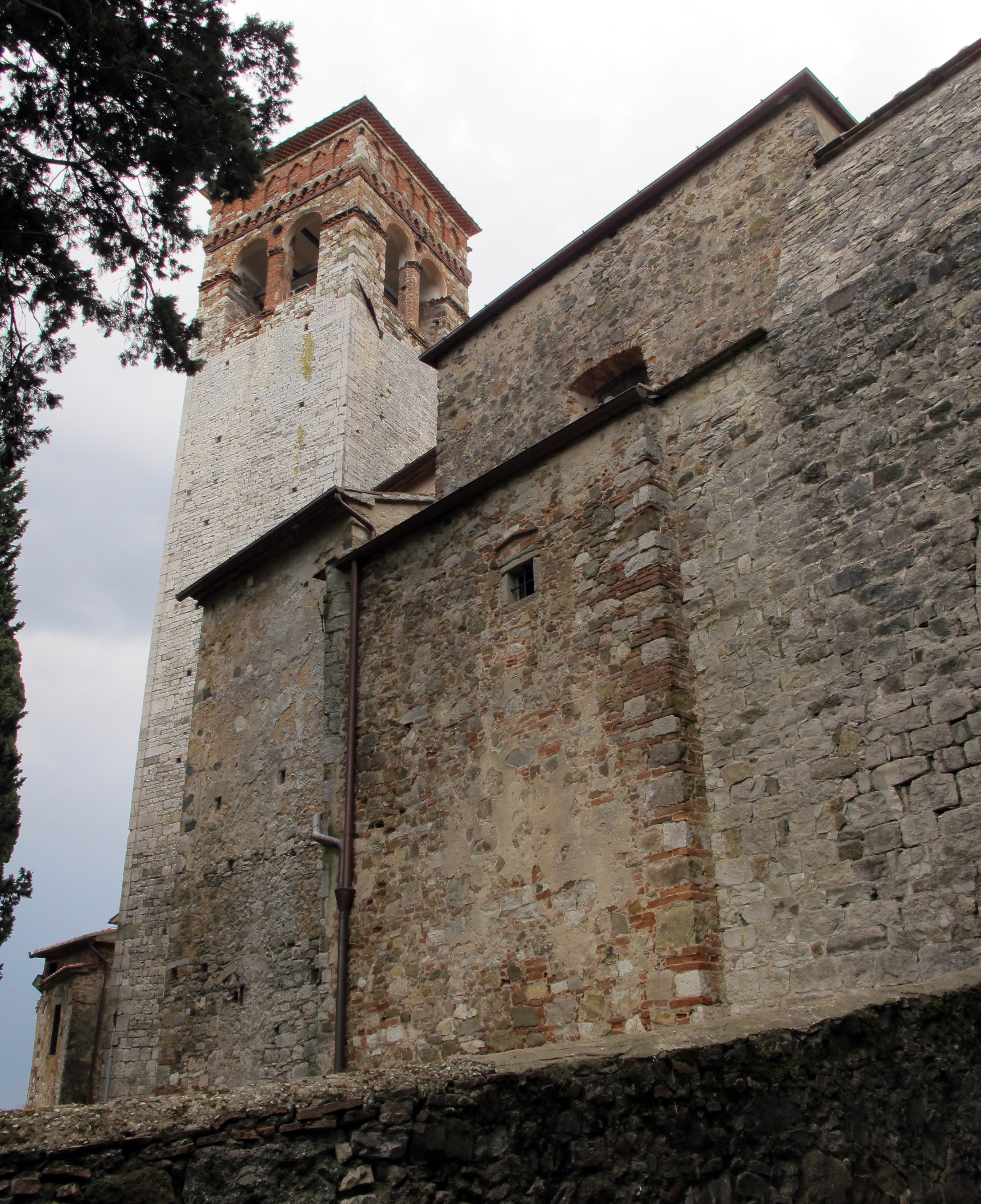
Die Pieve San Giovanni Decollato

- Pieve di San Giovanni Decollato, Pieve aus dem 11. Jahrhundert mit Werken von Matteo Rosselli, Francesco Granacci und Jan van der Straet (Giovanni Stradano).
- Oratorio di San Girolamo e Santa Maria Maddalena de’ Pazzi, enthält Fresken des Jan van der Straet.

## Städtepartnerschaften
Montemurlo unterhält mit folgenden Städten Partnerschaften:
- Bovino (Provinz Foggia), Italien
- Bir Lehlu, Demokratische Arabische Republik Sahara

## Söhne und Töchter der Gemeinde
- Umberto Brunelleschi (1879–1949), Künstler, Grafiker, Kostümbildner und Illustrator
- Aldo Bini (1915–1993), Radrennfahrer